# Oxymoreworks
Oxymoreworks es un álbum de remezclas del músico y compositor frances Jean-Michel Jarre, en forma cooperativa con diversos artistas; lanzado el 3 de noviembre de 2023. Cuenta con colaboraciones de los músicos Martin Gore, Brian Eno, Armin Van Buuren, Adiescar Chase, Irene Dresel, y Nina Kraviz, y las bandas Deathpact, NSDOS, y French 79.
Este álbum nace a partir del álbum de estudio Oxymore, lanzado el 21 de octubre de 2022, desde el cual los distintos músicos colaboraron en realizar reelaboraciones de algunos de sus temas. De allí el nombre de este álbum, Oxymoreworks, sea una palabra compuesta por Oxymore y Reworks (en español: reelaboraciones).
El primer sencillo de este álbum fue "Brutalism Take 2", lanzado el 9 de septiembre de 2022, que contó con la colaboración del integrante de la banda británica Depeche Mode, Martin Gore. Este sencillo se lanzó como forma de promocionar el álbum original Oxymore. De allí, Jarre lanzó los distintos sencillos de forma aislada; siendo sucedidos por "Brutalism Reprise" con Deathpact el 30 de septiembre, "Epica Extension" con Brian Eno el 18 de noviembre, "Epica Take 2" con French 79 el 16 de diciembre, "Synthy Sisters Take 2" con Adiescar Chase el 21 de julio de 2023, y "Sex in the Machine Take 2" con Nina Kraviz el 17 de agosto de 2023.
No es sino hasta el 22 de septiembre de 2023 cuando Jarre, en el lanzamiento del sencillo "Zeitgeist Botanica" (en colaboración con Irène Drésel) anuncia el lanzamiento de Oxymoreworks, como un compilatorio de los temas reelaborados con los distintos artistas.
El 13 de octubre de 2023 se lanza "Zeitgeist Take 2", tema reelaborado por NSDOS, siendo el penúltimo tema del álbum. El día del lanzamiento del álbum, 3 de noviembre de 2023, coincide con el estreno del último sencillo: "Epica Maxima", colaboración del DJ y productor musical neerlandés Armin Van Buuren. Van Buuren con anterioridad ya había colaborado con Jarre, al crear juntos el tema "Stardust" del álbum Electronica 1: The Time Machine (2015).

## Lista de temas y formatos
Oxymoreworks se lanzó en CD, vinilo, y en plataformas de streaming.

### Formato CD y Streaming
| Lista de temas de Oxymoreworks (CD y Streaming) |                             |                        |          |  |
| N.º                                             | Título                      | Artistas               | Duración |  |
| 1.                                              | «Brutalism Take 2»          | JMJ x Martin Gore      | 5:00     |  |
| 2.                                              | «Epica Extension»           | JMJ x Brian Eno        | 4:29     |  |
| 3.                                              | «Brutalism Reprise»         | JMJ x Deathpact        | 4:28     |  |
| 4.                                              | «Epica Take 2»              | JMJ x French 79        | 5:32     |  |
| 5.                                              | «Synthy Sisters Take 2»     | JMJ x Adiescar Chase   | 3:12     |  |
| 6.                                              | «Epica Maxima»              | JMJ x Armin Van Buuren | 5:17     |  |
| 7.                                              | «Sex In The Machine Take 2» | JMJ x Nina Kraviz      | 5:02     |  |
| 8.                                              | «Zeitgeist Take 2»          | JMJ x NSDOS            | 5:11     |  |
| 9.                                              | «Zeitgeist Botanica»        | JMJ x Irène Drésel     | 5:48     |  |
| 43:59                                           |                             |                        |          |  |

### Formato LP
| Lista de temas de Oxymoreworks (LP) - Cara A |                         |                      |          |  |
| N.º                                          | Título                  | Artistas             | Duración |  |
| 1.                                           | «Brutalism Take 2»      | JMJ x Martin Gore    | 5:05     |  |
| 2.                                           | «Epica Extension»       | JMJ x Brian Eno      | 4:43     |  |
| 3.                                           | «Brutalism Reprise»     | JMJ x Deathpact      | 4:32     |  |
| 4.                                           | «Epica Take 2»          | JMJ x French 79      | 5:36     |  |
| 5.                                           | «Synthy Sisters Take 2» | JMJ x Adiescar Chase | 3:12     |  |
| 23:08                                        |                         |                      |          |  |

| Lista de temas de Oxymoreworks (LP) - Cara B |                             |                        |          |  |
| N.º                                          | Título                      | Artistas               | Duración |  |
| 1.                                           | «Epica Maxima»              | JMJ x Armin Van Buuren | 5:17     |  |
| 2.                                           | «Sex In The Machine Take 2» | JMJ x Nina Kraviz      | 5:04     |  |
| 3.                                           | «Zeitgeist Take 2»          | JMJ x NSDOS            | 5:13     |  |
| 4.                                           | «Zeitgeist Botanica»        | JMJ x Irène Drésel     | 5:49     |  |
| 21:23                                        |                             |                        |          |  |